# Lista celor mai mari deșerturi din lume

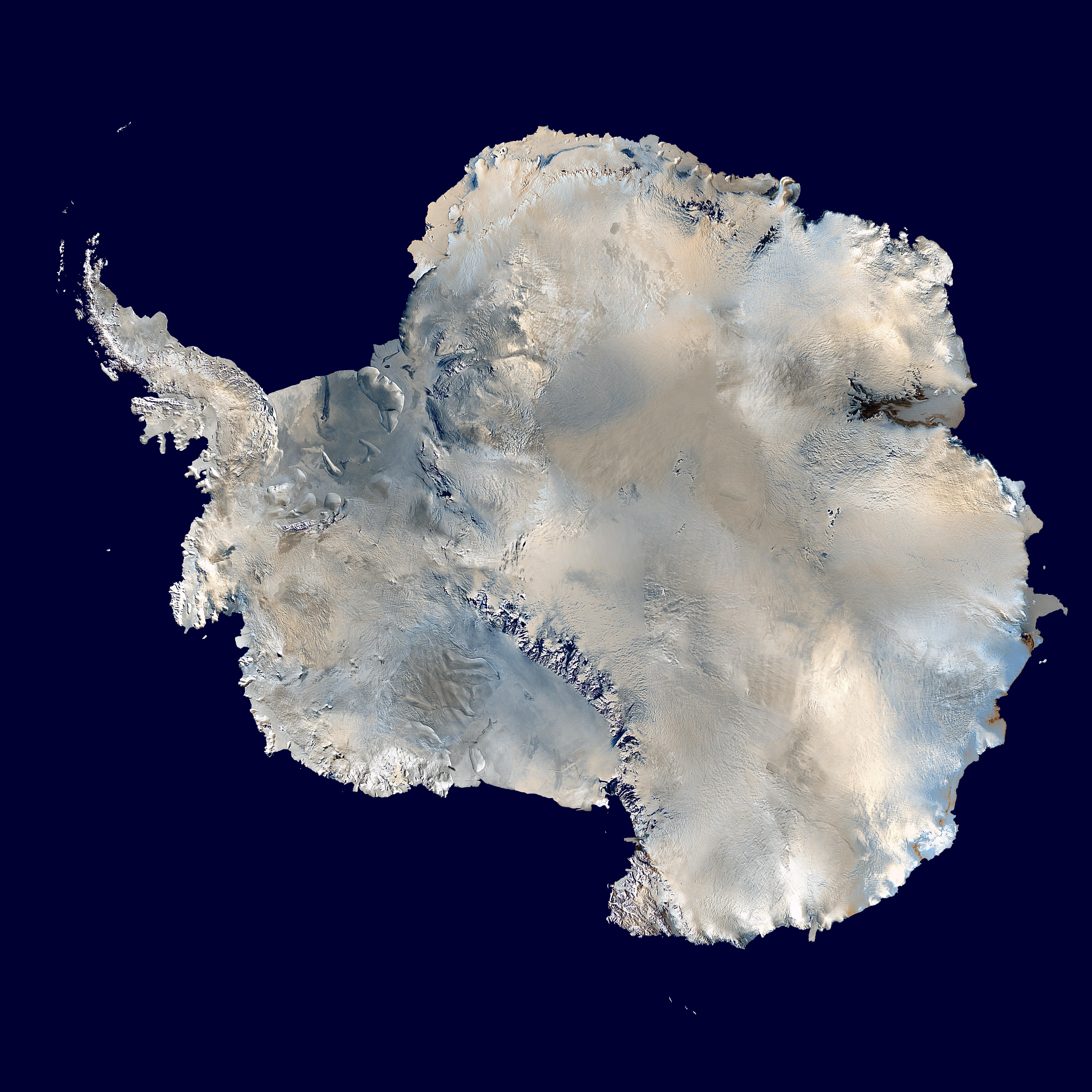
Antarctida, cel mai mare deșert din lume

Lista celor mai mari deșerturi din lume clasifică zonele terestre caracterizate de deficit anual de precipitații, în mare parte lipsite de vegetație și care adăpostesc ecosisteme specifice (deșerturi), în funcție de suprafață.
Aproximativ o treime din suprafața terestră este aridă sau semiaridă. Aceasta include o mare parte din regiunile polare, unde au loc puține precipitații și care sunt numite deșerturi polare sau „deșerturi reci”. 
Deșerturile se formează prin procese de eroziune. În zonele calde, variațiile mari de temperatură dintre zi și noapte solicită rocile, care, în consecință, se fracturează și se sparg în bucăți. Deși ploaia apare rar, pot apărea averse ocazionale care să producă inundații. De asemenea, ploaia care cade pe rocile fierbinți le poate face să se spargă, iar fragmentele rezultate sunt antrenate de vânt și erodate în continuare prin contactul direct cu suprafețele expuse. Vântul ridică particule de nisip și praf, care pot rămâne în aer pentru perioade lungi de timp, uneori provocând formarea de furtuni de nisip. Granulele de nisip suflate de vânt devin abrazive, netezind suprafațele expuse, iar nisipul este sortat în depozite uniforme, adesea formând dune înalte. Alte deșerturi sunt câmpii plate, pietroase, de unde materialul fin a fost îndepărtat de vânt, iar suprafața constă dintr-un mozaic de pietre netede, erodate.
Lista include toate tipurile de deșerturi, polare, aride și semiaride, stâncoase sau nisipoase. Ordinea este descrescătoare, în funcție de valoarea suprafeței.
| Loc    | Imagine | Nume | Tip                            | Suprafață (km2) | Localizare                                                     | Țară | Note        |
|        |         | |                                |                 |                                                                | |             |
| ------ | ------- | --- | ------------------------------ | --------------- | -------------------------------------------------------------- | --- | ----------- |
| 1.     |         | Antarctida | deșert polar și tundră         | 14.200.000      | Antarctica                                                     | – | [ 1 ]       |
| 2.     |         | Arctica | deșert polar și tundră         | 13.900.000      | Europa de Est, America de Nord, Asia de Nord, Europa de Nord   | Statele Unite (Alaska) · Canada (Yukon, Nunavut și Teritoriile de Nord-Vest) · Finlanda · Danemarca (Groenlanda) · Islanda · Norvegia (Svalbard și Jan Mayen) · Rusia (Siberia) · Suedia | [ 1 ]       |
| 3.     |         | Sahara | subtropical                    | 9.200.000       | Africa de Est, Africa Centrală, Africa de Nord, Africa de Vest | Algeria · Ciad · Egipt · Eritreea · Libia · Mali · Mauritania · Maroc · Niger · Sudan · Tunisia · Sahara Occidentală                                                                     | [ 1 ]       |
| 4.     |         | Deșertul Arabiei | subtropical                    | 2.330.000       | Orientul Mijlociu                                              | Irak · Iordania · Kuweit · Oman · Qatar · Arabia Saudită · Emiratele Arabe Unite · Egipt · Israel · Palestina · Yemen                                                                    | [ 2 ]       |
| 5.     |         | Deșerturile Australiei | subtropical                    | 1.371.000       | Australasia                                                    | Australia | [ 1 ] [ 3 ] |
| 6.     |         | Deșertul Gobi | continental arid cu ierni reci | 1.295.000       | Asia de Est                                                    | China · Mongolia | [ 1 ]       |
| 7.     |         | Deșertul Patagoniei | oceanic                        | 673.000         | America de Sud                                                 | Argentina · Chile | [ 1 ]       |
| 8.     |         | Marele Deșert Victoria | subtropical                    | 348.750         | Australasia                                                    | Australia | [ 1 ] [ 3 ] |
| 9.     |         | Deșertul Kalahari | subtropical                    | 570.000         | Africa Sudică                                                  | Botswana · Namibia · Africa de Sud | [ 1 ]       |
| 10-11. |         | Deșertul Marelui Bazin | continental arid cu ierni reci | 492.000         | America de Nord                                                | Statele Unite (Nevada, Utah, California și Idaho) | [ 1 ]       |
| 10-11. |         | Deșertul Sirian | subtropical                    | 492.000         | Asia de Vest                                                   | Irak · Iordania · Arabia Saudită · Turcia · Siria | [ 1 ]       |
| 12.    |         | Deșertul Chihuahua | subtropical                    | 453.248         | America Centrală, America de Nord                              | Mexic · Statele Unite | [ 1 ]       |
| 13.    |         | Marele Deșert Nisipos | subtropical                    | 267.250         | Australasia                                                    | Australia | [ 3 ]       |
| 14.    |         | Deșertul Karakum | continental arid cu ierni reci | 350.000         | Asia Centrală                                                  | Turkmenistan | [ 1 ]       |
| 15.    |         | Deșertul Taklamakan | continental arid cu ierni reci | 337.000         | Asia de Est                                                    | China | [ 4 ]       |
| 16.    |         | Platoul Colorado (în engleză Colorado Plateau)                                                                                    | continental arid cu ierni reci | 336.700         | America de Nord                                                | Statele Unite | [ 1 ]       |
| 17.    |         | Deșertul Sonora | subtropical                    | 310.800         | America Centrală, America de Nord                              | Mexic · Statele Unite | [ 1 ]       |
| 18.    |         | Deșertul Kîzîlkum | continental arid cu ierni reci | 297.850         | Asia Centrală                                                  | Kazahstan · Turkmenistan · Uzbekistan | [ 1 ]       |
| 19.    |         | Deșertul Tanami | subtropical                    | 184.500         | Australasia                                                    | Australia | [ 3 ]       |
| 20.    |         | Deșertul Ogaden (în amharică ኦጋዴን, transliterat: Ogadēni)                                                                         | tropical                       | 256.000         | Africa de Est                                                  | Etiopia · Somalia · Somaliland | [ 5 ]       |
| 21-23. |         | Deșertul Puntland | tropical                       | 200.000         | Africa de Est                                                  | Somalia | [ 5 ]       |
| 21-23. |         | Podișul Ustyurt [în kazahă Үстірт (Маңғыстау), cu alfabetul chirilic: Üstirt (Mañğıstaw), în uzbecă Ustyurt, în turkmenă Üstyurt] | continental arid cu ierni reci | 200.000         | Asia Centrală                                                  | Kazahstan · Turkmenistan · Uzbekistan | [ 6 ]       |
| 21-23. |         | Deșertul Thar | subtropical                    | 200.000         | Asia de Sud                                                    | India · Pakistan | [ 7 ]       |
| 24.    |         | Deșertul Simpson | subtropical                    | 176.500         | Australasia                                                    | Australia | [ 3 ]       |
| 25.    |         | Deșertul Guban (în somaleză Guban)                                                                                                | tropical                       | 175.000         | Africa de Est                                                  | Somalia · Somaliland | [ 5 ]       |
| 26.    |         | Deșertul Namib | arid de coastă                 | 160.000         | Africa Centrală, Africa Sudică                                 | Angola · Namibia · Africa de Sud | [ 5 ]       |
| 27.    |         | Deșertul Gibson | subtropical                    | 156.000         | Australasia                                                    | Australia | [ 3 ]       |
| 28.    |         | Dasht-e Margo (în persană دشت مارگو, transliterat: Dasht margo)                                                                   | subtropical                    | 150.000         | Asia de Sud                                                    | Afganistan | [ 8 ]       |
| 29.    |         | Deșertul Atacama | arid de coastă                 | 140.000         | America de Sud                                                 | Chile · Peru | [ 1 ]       |
| 30.    |         | Deșertul Danakil | tropical                       | 137.000         | Africa de Est                                                  | Djibouti · Eritreea · Etiopia | [ 5 ]       |
| 31.    |         | Deșertul Mojave | subtropical                    | 124.000         | America de Nord                                                | Statele Unite | [ 9 ]       |
| 32.    |         | Micul Deșert Nisipos | subtropical                    | 111.500         | Australasia                                                    | Australia | [ 3 ]       |
| 33.    |         | Deșertul Chalbi (în engleză Chalbi Desert)                                                                                        | tropical                       | 100.000         | Africa de Est                                                  | Kenya | [ 5 ]       |
| 34.    |         | Bazinul Columbia (în engleză Columbia Basin)                                                                                      | continental arid cu ierni reci | 83.139          | America de Nord                                                | Canada · Statele Unite | [ 1 ]       |
| 35.    |         | Deșertul Strzelecki | subtropical                    | 80.250          | Australasia                                                    | Australia | [ 3 ]       |
| 36.    |         | Dasht-e Kavir | subtropical                    | 77.600          | Asia de Vest                                                   | Iran | [ 10 ]      |
| 37.    |         | Deșertul Ferlo (în franceză Ferlo)                                                                                                | tropical                       | 70.000          | Africa de Vest                                                 | Senegal | [ 5 ]       |
| 38.    |         | Deșertul Ladakh | continental arid cu ierni reci | 68.321          | Asia de Sud                                                    | India | [ 11 ]      |
| 39.    |         | Dasht-e Lut | subtropical                    | 51.800          | Asia de Vest                                                   | Iran | [ 10 ]      |
| 40.    |         | Deșertul Registan (în persană بیابان ریگستان, transliterat: Biyaban registan)                                                     | subtropical                    | 50.000          | Asia de Sud                                                    | Afganistan | [ 12 ]      |